# Archimede Bottazzi
Archimede Bottazzi (Vercelli, 25 gennaio 1893 – Vercelli, primi anni Settanta) è stato un orafo e cesellatore italiano.

## Biografia
Nato a Vercelli da famiglia in condizioni economiche difficilissime ad 11 anni, il 5 aprile 1904 fu affidato all'allora locale "Ospizio per i poveri".
Dopo soli 3 anni, nel 1907 fu ammesso, per dimostrata propensione, ai corsi diurni d'oreficeria alla Scuola Borgogna della stessa città.
Li seguirà sino al 1910 apprendendo la chimica dal prof. Eugenio Castelli, la plastica da Francesco Porzio, già autore di pregevoli monumenti, il disegno dal maestro Delfino Alciati, l'incisione e la gioielleria da Camillo Zucca e il cesello da Giuseppe Martina.
L'Amministrazione della Scuola stessa, visti i notevoli risultati dello studente, insieme alla Cassa di Risparmio del posto, lo sostennero sino dall'aprile 1911, anno in cui lasciò l'ospizio per frequentare al Politecnico di Torino, 3 mesi di scuola di stile del prof. Vacchetta. Nel novembre del 1911, sempre attraverso il sostegno dei due sopracitati enti, partì per due anni di perfezionamento a Parigi.
Nella capitale francese si impiegò presso un importante cesellatore e gioielliere piemontese ivi stabilitosi da molti anni: Giuseppe Gillio. Nella sua permanenza a Parigi ebbe modo di fare esperienze più brevi anche in altri laboratori orafi e studiare l'alta oreficeria esposta nei negozi della meravigliosa Rue de la Paix e nei musei.
Gli furono di esempio, come egli stesso amava raccontare dicendosi allora "Confuso ed umiliato di fronte a tanta maestria", i ceselli di Morel Ladeuil, gli stagni di Brateaux e le gemme di Lalique.
A distanza di circa nove anni dal suo ritorno a Vercelli, nel 1922 espose alla Mostra di Arte Vercellese alcune opere di oreficeria artistica che riscossero un grande successo di vendita. Nel 1923 fu insignito della medaglia d'argento dalla giuria dell'Esposizione Internazionale di Arte Decorativa di Monza, detta "Prima Biennale Internazionale di Arte Decorativa Contemporanea", per lavori pregiatissimi costituiti da un bracciale e due anelli.
Noti i suoi deliziosi smalti, i suoi rametti con foglie e fiori a vestire le gemme preziose, il suo sapiente cesello. Oltre alle creazioni di classica oreficeria quali anelli, spille, bracciali, lavorò a cornici, ostensori, culle, spade.
Gli furono richiesti progetti di cancellate e del gonfalone dell'Ospedale Maggiore S. Andrea. Lavorò sino a tarda età su commissioni ecclesiastiche, civili e militari. Gli furono commissionati importanti lavori anche da Casa Reale Savoia. Una delle sue opere più importanti per Vittorio Emanuele III, un orologio da tasca in oro massiccio finemente cesellato a doppia cassa e tempestato di brillanti su fondo di smalti verdi, non fu, per alterne vicende, mai acquistato dal sovrano e rimase di proprietà dell'orafo rappresentando il suo più prezioso possesso personale sino alla sua scomparsa.
Persona riservata e cattolica praticante, mostrò particolare devozione alla Madonna di Lourdes ed ai pellegrinaggi annuali alla grotta. Già vedovo di Antonia Paiuzza Allione (deceduta nel 1932), morì improvvisamente in Vercelli nei primissimi anni settanta senza lasciare figli, unito in profondo affetto a Mariuccia Rinone (insegnante elementare) che a sua volta verrà a mancare, affranta, a poche settimane dalla sua morte.

## Onorificenze e decorazioni
- Croce di Guerra